# No Arms Can Ever Hold You
«No Arms Can Ever Hold You» (‘No habrá brazos que puedan abrazarte’, en español) es el tercer sencillo del álbum de estudio Some Hearts Are Diamonds, publicado en 1986 por el cantante británico Chris Norman. La canción fue producida, arreglada y compuesta por el alemán Dieter Bohlen. El lado B del sencillo presenta la canción «Hunters Of The Night», que fue coescrita por Bohlen y Norman.

## Lista de canciones
7" Single Hansa 108 744, 1986
1. No Arms Can Ever Hold You - 3:42
2. Hunters Of The Night - 4:03

12" Single Hansa 608 744, 1986
1. No Arms Can Ever Hold You (Long Version) - 5:27
2. Hunters Of The Night - 4:05
3. No Arms Can Ever Hold You (Instrumental) - 3:44

## Posición en las listas
| Chart 1986 | Máxima Posición |
| ---------- | --------------- |
| Alemania   | 52              |

## Créditos
- Letra y música: Dieter Bohlen
- Producción: Dieter Bohlen
- Dirección de arte y Concepto: M. Vormstein
- Diseño: Ariola Studios
- Fotografía: Herbert W. Hesselmann
- Distribución: RCA/Ariola